# Calamagrostis deserticola
Calamagrostis deserticola är en gräsart som först beskrevs av Rodolfo Amando Philippi, och fick sitt nu gällande namn av Rodolfo Amando Philippi. Calamagrostis deserticola ingår i släktet rör, och familjen gräs. Inga underarter finns listade i Catalogue of Life.